# Лайнер (фільтр)

Лайнер (рос. лайнер; англ. liner; нім. Linienschiff n, verlorene Rohrtour f) — у нафто- та газовидобуванні — фільтр, перфорований хвостовик, перфорована експлуатаційна колона у свердловині.
На рисунку показано експлуатаційну колону, кінцевий елемент якої — лайнер (фільтр) — нижня окрема частина колони труб, яка відрізняється від решти колони діаметром та наявністю отворів.